# Samtgemeinde Zeven
Die Samtgemeinde Zeven ist eine Samtgemeinde im Landkreis Rotenburg (Wümme) in Niedersachsen. In ihr haben sich vier Gemeinden zur Erledigung ihrer Verwaltungsgeschäfte zusammengeschlossen. Der Verwaltungssitz der Samtgemeinde befindet sich in der Stadt Zeven. 

## Geografie

### Geografische Lage
Die Samtgemeinde liegt im Zentrum der Zevener Geest.

### Samtgemeindegliederung
Die Samtgemeinde hat folgende Mitgliedsgemeinden:
- Gemeinde Elsdorf
- Gemeinde Gyhum
- Gemeinde Heeslingen
- Stadt Zeven

## Politik

### Samtgemeinderat
Der Rat der Samtgemeinde Zeven besteht aus 34 Ratspersonen. Dies ist die festgelegte Anzahl für eine Gemeinde mit einer Einwohnerzahl zwischen 20.001 und 25.000 Einwohnern. Die 34 Ratsmitglieder werden durch eine Kommunalwahl für jeweils fünf Jahre gewählt. Die aktuelle Amtszeit begann am 1. November 2021 und endet am 31. Oktober 2026.
Stimmberechtigt im Rat der Samtgemeinde ist außerdem der hauptamtliche Samtgemeindebürgermeister Henning Fricke (SPD).
Die letzte Kommunalwahl am 12. September 2021 ergab das folgende Ergebnis:
- CDU – 16 Sitze
- SPD – 10 Sitze
- Grüne – 4 Sitze
- WFB (Wählergemeinschaft freier Bürger) – 2 Sitze
- FDP – 2 Sitze

### Samtgemeindebürgermeister
Hauptamtlicher Samtgemeindebürgermeister der Samtgemeinde Zeven ist Henning Fricke (SPD). Bei der Bürgermeisterwahl am 10. Februar 2019 wurde er mit 50,14 % der Stimmen gewählt und setzte sich gegen seine beiden Mitbewerber Dirk Glaß (parteilos) und Norbert Wolf (CDU) durch. Henning Fricke trat sein Amt am 18. März 2019 an und löste den bisherigen Amtsinhaber Jürgen Husemann (parteilos) ab, der nicht mehr kandidiert hatte.

### Wappen
Das Wappen der Samtgemeinde Zeven zeigt einen gespaltenen Schild, in der rechten Hälfte das Wappenzeichen des alten Erzstiftes Bremen, das gekreuzte Schlüsselpaar, in der linken Hälfte den Schutzheiligen Zevens, den heiligen Vitus. Das gekreuzte silberne Schlüsselpaar befindet sich in einem roten, der heilige Vitus, rotgekleidet, mit dem Heiligenschein, einem Palmenzweig in der rechten und einem Buch in der linken Hand, in einem Ölkessel stehend in einem gelben Feld.